# Theo de Raadt
Theo de Raadt (nacido el 19 de mayo de 1968 en Pretoria, Sudáfrica) es un ingeniero de software que actualmente reside en Calgary, Alberta, Canadá. Es el fundador y líder de los proyectos OpenBSD y OpenSSH. Antes, fue miembro fundador del proyecto NetBSD.
De Raadt es conocido por sus formas beligerantes y confrontativas, lo que le ha llevado a varias disputas con la comunidad de software libre, aunque su mayor y más conocida discusión fue la que tuvo con el equipo de NetBSD y que lo llevó a crear el proyecto OpenBSD. Debido a esto, se ha ganado fama de decir siempre su opinión sin importarle lo que los demás piensen, o las consecuencias de sus palabras.
En 2004, la FSF le otorgó el premio FSF Award for the Advancement of Free Software

## Infancia
Theo de Raadt es el mayor de cuatro hijos de un padre neerlandés y una madre sudafricana, con dos hermanas y un hermano. La preocupación por el reclutamiento obligatorio de las fuerzas armadas de dos años en Sudáfrica lleva a su familia a emigrar a Calgary, Alberta, Canadá, en noviembre de 1977. En 1983 la mayor recesión en Canadá desde la Gran Depresión envió a la familia a Yukon. Antes del traslado, de Raadt consiguió su primer ordenador, un Commodore VIC-20, que pronto fue seguido por un Amiga. Es con estos equipos cuando comienza a desarrollar software.
En 1992 obtuvo una licenciatura en Ciencias de la Computación de la Universidad de Calgary.

## NetBSD
El proyecto NetBSD fue fundado en 1993 por Chris Demetriou, Adam Glass, Charles Hannum, y de Raadt, que en conjunto se sentían frustrados por la velocidad y la calidad de Jolix, el entonces estándar de distribución de software de Berkeley, y creían que un modelo de desarrollo más abierto sería muy  beneficioso para el desarrollo de un sistema operativo. Jolix, también conocido como 386BSD, fue derivado de la versión original 4.3BSD de la Universidad de California Berkeley, mientras que en el nuevo proyecto NetBSD se fusionarían código correspondiente a las versiones Net/2 y 386BSD. El nuevo proyecto centraría su atención en la limpieza, portabilidad y corrección del código, con el objetivo de producir un sistema operativo basado en BSD unificado, multiplataforma y listo para la producción. 
Debido a la importancia de las redes como Internet en el desarrollo, con una naturaleza colaborativa y distribuida, de Raadt sugirió el nombre "NetBSD", que los otros tres fundadores aceptaron.[cita requerida]
La primera fuente del repositorio de código de NetBSD se estableció el 21 de marzo de 1993 y el lanzamiento inicial, NetBSD 0.8, se hizo en abril de 1993. Este se deriva de 386BSD 0.1 más la versión 0.2.2 de parches no oficiales, con varios programas de la versión Net/2 que faltaban en 386BSD reintegrado, junto con otras varias mejoras. En agosto de ese mismo año, NetBSD 0.9 fue lanzado, conteniendo muchas mejoras y correcciones de errores. Esto era todavía una versión para plataforma PC únicamente, aunque en ese momento se estaba trabajando para añadir soporte para otras arquitecturas. 
NetBSD 1.0 fue lanzado en octubre de 1994. Esta fue la primera versión multiplataforma, el apoyo a los PC compatible con IBM, HP 9000 serie 300, Amiga, Macintosh 68k, serie Sun-4c y PC532. También en esta versión, el código jurídicamente gravados Net/2-derived fuente fue sustituida por el código equivalente de 4.4BSD-Lite, de conformidad con la solución de la demanda de USL v BSDi. De Raadt desempeñó un papel vital en la creación del port de SPARC, ya que junto con Chuck Cranor, implementó gran parte del código inicial.

## Oposición a la guerra de Irak
Tras oponerse a la última guerra de Irak en una entrevista con el diario de The Globe and Mail, una subvención multimillonaria concedida por el Departamento de Defensa de Estados Unidos al Proyecto POSSE de la Universidad de Pensilvania fue cancelada, acabando con el proyecto. Fondos de esa subvención habían sido destinados a los proyectos OpenBSD y OpenSSH, además de pagar el hackaton previsto para el 8 de mayo de 2003. A pesar de que el dinero de la subvención ya había sido usado para reservar alojamiento a 60 desarrolladores de OpenBSD durante una semana, el gobierno reclamó su devolución y obligó al hotel a cancelar las reservas realizadas con el dinero reclamado. Esto derivó en críticas hacia algunos de los militares estadounidenses por su censura a la libertad de expresión. El fin de la subvención no fue tan mal golpe para OpenBSD como algunos vaticinaban. Los patrocinadores de OpenBSD se pusieron manos a la obra con rapidez para ayudar al proyecto y el hackaton se desarrolló tal y como estaba previsto.

## Defensa de los drivers libres
De Raadt también es muy conocido por su labor de defensa de la liberalización de los drivers de los dispositivos hardware por parte de los fabricantes. Siempre ha sido muy crítico con los desarrolladores de GNU/Linux y otros sistemas operativos libres por su tolerancia con los drivers no libres y la aceptación de licencias restrictivas a cambio de tener drivers para sus plataformas.
En particular, de Raadt ha trabajado mucho para convencer a los fabricantes de dispositivos wireless de que permitan la libre redistribución del firmware de sus productos. Sus esfuerzos han sido muy fructíferos, especialmente con las compañías taiwanesas, dando como resultado muchos drivers wireless. Actualmente, Theo anima a los usuarios de redes wireless a comprar productos taiwaneses. Actualmente compañías estadounidenses como Intel producen drivers para sistemas GNU/Linux y BSD.